# شيكو فليتشير
شيكو فليتشير (25 أكتوبر 1977 في الولايات المتحدة - ) (بالإنجليزية: Chico Fletcher)‏ هو لاعب كرة سلة أمريكي في مركز هجوم خلفي.

## وصلات خارجية
- شيكو فليتشير على موقع كلية كرة السلة في سبورتس رفرنس.كوم (الإنجليزية)